# Ода Кацунага
Ода Кацунага (織田 勝長?, 1568 — 21 июня 1582) — японский самурай периода Сэнгоку. Пятый сын знаменитого полководца Оды Нобунаги.

## Биография
В детстве Кацунага, известный под именем «Годомару» был отдан на воспитание Тояме Кагэтои в замок Ивамура. Леди Оцуя, жена Тоямы, была теткой Оды Нобунаги. В 1572 году замок Ивамура был захвачен Акиямой Нобутомо, военачальником Такэды Сингэна. Четырёхлетний Ода Кацунага был отправлен в провинции Каи и стал заложником клана Такэда. Только в 1581 году Такэда Кацуёри, сын и преемник Такэды Сингэана, освободил из плена Кацунагу и вернул его отцу. Ода Кацунага получил во владение от отца замок Ивамура.
В 1582 году Кацунага сопровождал своего отца Оду Нобунагу во время кампании против рода Мори. Отец и сын остановились в столичном храме Хонно-дзи. Генерал Акэти Мицухидэ изменил Оде Нобунаге, вернулся с войском в Киото и осадил храм Хонно-дзи. Ода Нобунага проиграл бой и вынужден был совершить сэппуку. Ода Кацунага, сражавшийся вместе с отцом, погиб во время боя в храме.
Сын Кацунаги — Ода Кацуёси перешёл на службу к своему дяде Оде Нобукацу, затем стал слугой клана Маэда из Кага-хана.